# Bolster

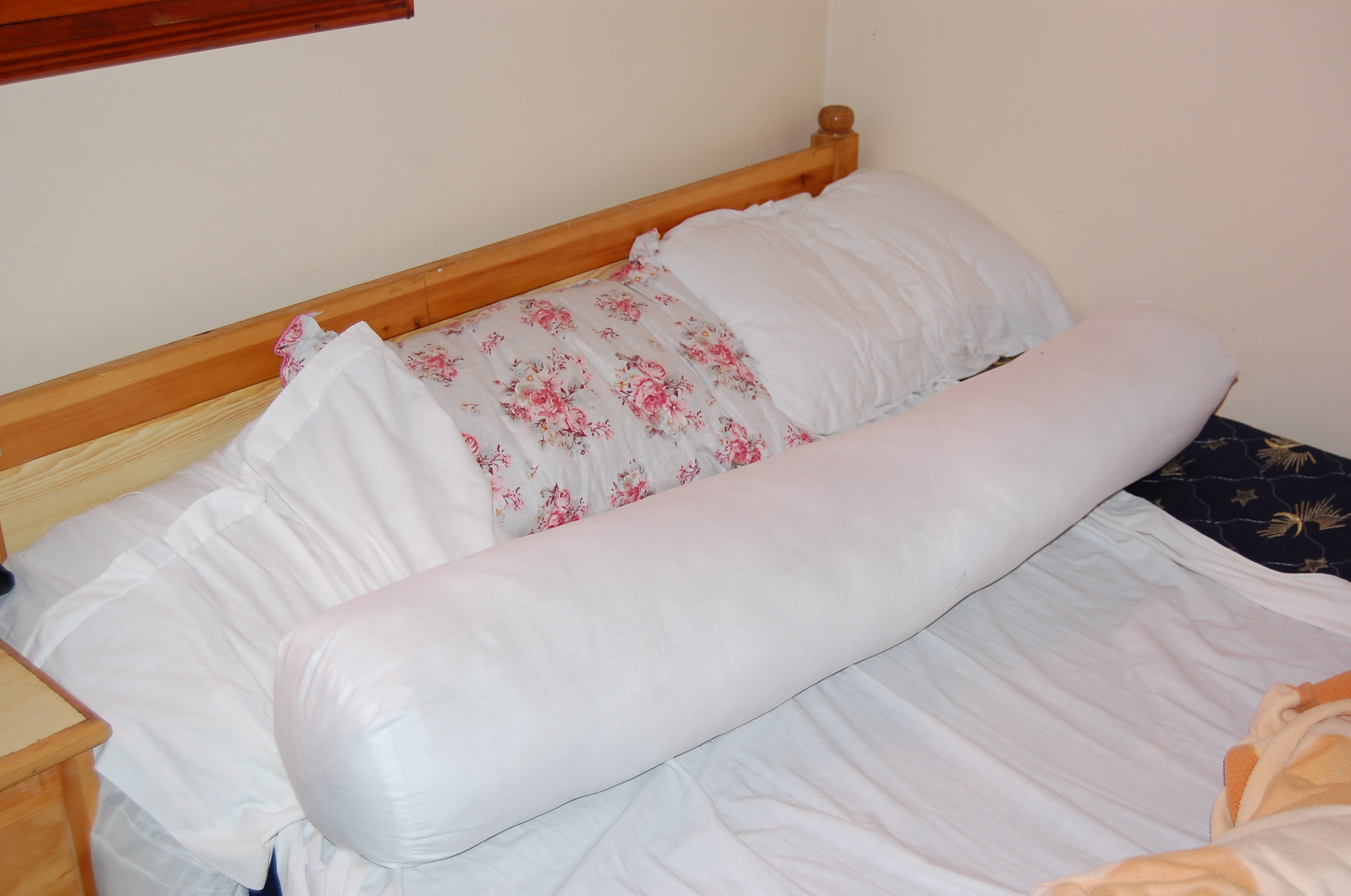
En säng med en vit Bolsterkudde

Bolster avser en mjuk dämpande kudde eller dyna, ordet används även för att beskriva andra liknande saker som till exempel det material som fanns i de gamla bandyspelarnas kepsar för att minska skallskador.
Bolster är en synonym för enklare madrass och kudde.
- Wiktionary har ett uppslag om bolster.